# ひぐらしカンナ
ひぐらし カンナは、日本の漫画家。愛知県名古屋市南区出身。1月19日生まれ。山羊座。七赤金星。血液型はO型。　松穂栗（まつぼっくり）のペンネームでイラストレーターも務める。　

## 経歴
現在は神職補佐として…本業漫画家の傍、神職へ。また「宿命鑑定師」「師範」の資格を持ちユ－チュ－ブチャンネル、デビューも果たす。
インコグッズクリエイターとして『東急百貨店』や『西武百貨店』での作品出店などの活動を広げる。
テレビやDVDの出演など他方面においても活動が増えてきている。
神仏スピリチュアル系作家として活躍。育児漫画やミステリースポット、グルメ系などの現地体験型取材漫画を中心に活動。執筆の他にも、子供向けの漫画講座、講演会やトークイベントも行っている。
ギャグ漫画4コマ漫画からホラー漫画・長編ストーリー漫画まで、自在に描き分けられる豊富な絵柄を武器とする。テンポの良い、ぐいぐい引き込まれるストーリータッチと、温かみのある絵柄には老若男女を問わず幅広く根強いファン層を持つ。
第一子の出産を機に、漫画家に転身。『まんがタイムスペシャル』（芳文社）にて「あさってパスタ!」でデビュー。
教員在職中に『マンガ・今昔物語（監修）』（平凡社）、高校古文を漫画にアレンジした『試験に受かるマンガ古文』（主婦と生活社）を出版、各種メディアに取り上げられる。
愛知教育大学卒業後、愛知教育大学附属高等学校、愛知淑徳高等学校などの国語講師を5年、その後大学受験予備校講師を2年勤める。
5歳の時から漫画やエッセイ執筆を始める。

## 受賞歴
- 『一般部門』（2010年） 第16回与謝野晶子短歌文学賞
- 『MASK』（1997年） 文藝春秋社文春コミック新人賞
- 『Dr.七海のカルテより』（1996年） 講談社モーニングちばてつや賞
- 『海がめのスープ』（1996年） 第51回小学館スピリッツ賞
- 『OH!マイ ダディー!』（1996年） 第3回講談社弘兼憲史賞
- 『ペットセメタリー』（1995年） 小学館スピリッツ賞
- 『嫌い嫌いも好きのうち』（1995年） 第2回講談社弘兼憲史賞
- 『火の国ニッポン』（1995年） 第1回講談社弘兼憲史賞

## 著書
- 『多次元宇宙からやってきた女の子の大冒険！地球でＭＡＭＡになったＭＯＭＯ』ＭＯＭＯ氏と共著（Voice出版、2024年）
- 『宇宙人に教わるスピリチュアル女子のためのすごい恋愛マニュアル』クノタチホ氏と共著（Voice出版、2024年）
- 『ざんねんな神さま辞典 ギリシャ神話編』荒川祐二氏と共著（Voice出版、2022年）
- 『マンガで楽しむ1分で人生が変わるパラレル・ワールド移動メソッド』橋本陽輔氏と共著

　電子書籍（コミックトト、2021年）
- 『オギャーの花道！（下）』電子書籍（ぶんか社、2021年）
- 『オギャーの花道！（中）』電子書籍（ぶんか社、2021年）
- 『ざんねんな神さま辞典 古事記の巻』荒川祐二氏と共著（Voice出版、2020年）
- 『オギャーの花道！（上）』電子書籍（ぶんか社、2020年）
- 『お義母さんと一緒！4世代家族物語』電子書籍（六式出版、2019年）
- 『 パラレル・ワールド移動メソッド ゼロポイントマジック 〜1分で人生が変わる』橋本陽輔氏と共著（Voice出版、2019年）
- 『ザ・タブー！ ～軍艦島潜入記～』電子書籍（A-WAGON、2018年）
- 『終わらない鎮魂歌が聞こえる～ひぐらしカンナ恐怖セレクション』電子書籍（ぶんか社、2018年）
- 『看取りのお医者さん』（原案:CBCラジオ　KADOKAWA出版、2017年）
- 『実録心霊スポット取材記　かいたん』（みなみ出版、2017年）
- 『実録心霊スポット取材記　ばけたん』（みなみ出版、2016年）
- 『心霊相談 今夜も霊が嫌がらせで乾燥機に髪の毛を置いていきます』（竹書房、2016年）
- 『HAUNTED FILE～ルポライター零泉の事件簿より～』電子書籍版 （ぶんか社、2016年）
- 『実録心霊スポット取材記　ゆうたん』（みなみ出版、2016年）
- 『オギャーの花道！』電子書籍版（主婦の友社、2016年）
- 『とんでも不思議Watcher 2』（竹書房、2014年）
- 『オギャーの花道！』(主婦の友社、2013年）
- 『とんでも不思議Watcher 1』（竹書房、2012年）
- 『まるごと体験コミックご出産天国!』（飛鳥新社、2010年）
- 『オカマだけどOLやってます。』（原作：能町みね子、画：ひぐらしカンナ、2009年）
- 『もうひとつの本当にあった着信アリ』（DVD付きムック本）

　　（マンガ：ひぐらしカンナ、出演：あいざわみり他、マイウェイ出版2005年）
- 『本当にあった不思議ミステリー見えるんです1』（竹書房、2004年）
- 『試験に受かるマンガ古文』（主婦と生活社、1994年）
- 『マンガ・今昔物語』監修（平凡社、1993年）

## 掲載雑誌
- 『本当にあった笑える話　真夏の恐怖体験』(ぶんか社)
- 『九州ウォーカー2018秋 角川ウォーカームック』(角川)
- 『スターピープル・覚醒の時代を生きるVol.66特集のイラスト掲載』ナチュラルスピリット/編集
- 『セラピストあるある』マイナビコメディカルセラピスト・プラス 連載4コマ
- 『増刊 本当にあった愉快な話　死ぬかと思った!!仰天スペシャル』(竹書房)
- 『視えちゃうんです!』 (ぶんか社)
- 『ぷち/本当にあったゆかいな話　激コワ！心霊恐怖SP』(竹書房)
- 『ちび本当にあった笑える話』（ぶんか社）
- 『愉快で笑える本当の話　恐怖体験ＳＰ』（ぶんか社）
- 『増刊・本当にあったゆかいな話まるっと病院パラダイス』（竹書房）
- 『増刊・本当にあったゆかいな話 不思議体験スペシャル』（竹書房）
- 『TOKAI（東海）Walker』（角川マガジンズ）
- 『漫画サンデー』（実業之日本社）
- 『ほんとにおきたゾッとする話』（ぶんか社）
- 『増刊・本当にあったゆかいな話激ヤバ恐怖スペシャル』（竹書房）
- 『本当にあったゆかいな話芸能ズギュン!』（竹書房）
- 『NHK英語でしゃべらナイト』（主婦の友社）
- 『科学が徹底解明!超常現象&ミステリー事件の謎』（コアマガジン）
- 『まるごと体験コミックご出産天国!』（飛鳥新社）
- 『あなたが体験した怖い話』（ぶんか社）
- 『まんがくらぶ』・『まんがライフ』（竹書房）
- 『本当にあったちび笑える話』（ぶんか社）
- 『すくすくパラダイス』（竹書房）
- 『コミックわんわん』（竹書房）
- 『本当にあった爆笑先生の話』（イマジン社）
- 『別冊 本当にあった笑える話』（ぶんか社）
- 『増刊・本当にあった笑える話スペシャル戦慄のホラーカーニバル』（ぶんか社）
- 『本当にあったゆかいな話仰天恐怖ファイル』（竹書房）
- 『増刊・本当にあったゆかいな話恐怖スペシャル』（竹書房）
- 『本当にあったゆかいな話』・『本当にあったゆかいな話DX』（竹書房）
- 『フィール・ヤング増刊』（祥伝社）
- 『たまごクラブ』・『ひよこクラブ』・『こっこクラブ』（ベネッセ）

## 連載作品
- 『不思議《サマ》とおしゃべり』Web版(KADOKAWA、2018年-)
- 『怪談WAITING BAR 黄泉のカクテル』（竹書房、2015年 - ）
- 『開運！パワーごはん』（竹書房、2014年 - ）
- 『とんでも不思議Watcher』（竹書房、2010年 - ）
- 『HAUNTED FILE〜ルポライター零泉の事件簿より〜』（ぶんか社、2010年 ）
- 『がっこうおんち』（竹書房、2010年）
- 『らぶり～ばぶり〜犬と私のビミョウな関係』（竹書房、2009年 -　）
- 『オギャーの花道!』（ぶんか社、2007年 ）
- 『オカマだけどOLやってます』（竹書房、2006年）
- 『終わらない鎮魂歌が聞こえる』（ぶんか社、2006年）
- 『いちねんせんせい』（イマジン社、2006年）
- 『でらうま育児道!』・『よちよちえくちゃん』（『こっこクラブ』ベネッセ、2002年）
- 『本当にあった不思議ミステリー見えるんです』（竹書房、2001年 ）
- 『金ピカ育児道!』（『ひよこクラブ』ベネッセ、1999年）
- 『あさってPasta!』（『まんがタイムリー』芳文社、1995年）

## メディア出演
- YouTubeチャンネル開設。「巫女漫画家・ひぐらしカンナが行く!ミステリースポット」（2020年）
- エンタメ〜テレ☆シネドラバラエティ『北野誠のおまえら行くな。来たぜ！みちのく漫幽記』（2020年）
- TVアニメーションCM・7月より愛知・CBCテレビにて放映（2019年）
- ニコニコ生放送『キックのオカルト会議 #19』ゲスト生出演（2017年）
- CBCラジオ『つボイノリオの聞けば聞くほど』に生出演（2017年）
- CBCラジオ『北野誠のズバリサタデー』に電話で生出演（2017年）
- CBCラジオ『北野誠のズバリサタデー』に電話で生出演（2016年）
- TVアニメーションCM（2014年4月より愛知・CBCテレビにて1年間放映）
- FMラジオサンキュー FM84.5の『ひと☆みちゃんのぶら～りブラ×2 人魅旅』にゲストで出演（2013年）
- CBCラジオ『北野誠のズバリ』にゲストで生出演（2013年）
- 北野誠のおまえら行くな。〜ぼくらは心霊探偵団〜GEAR2ndTV完全版Vol.2竹書房/名古屋テレビネクスト （2013年）
- 『上沼・高田のクギズケ!』読売テレビ系列局で「山口敏太郎氏による取材写真の紹介」（2013年）
- エンタメ〜テレ☆シネドラバラエティ『北野誠のおまえら行くな。〜ぼくらは心霊探偵団GEAR 2nd〜』（2013年）
- FMラジオサンキュー FM84.5の『ひと☆みちゃんのサンキューイブニング』にゲストで生出演（2013年）
- 『たけしの等々力ベース』第43回「幽霊道」に出演/BSフジ（2012年）
- FMラジオサンキュー FM84.5の『ひと☆みちゃんのサンキューイブニング』にゲストで生出演（2012年）
- 広島ホームテレビ『アグレッシブですけど、何か？』「超人散歩SP」スプーン曲げ超人で出演（2012年）
- 北野誠のおまえら行くな  特別編 呪いのパラノーマル・マンション滞在記　竹書房/名古屋テレビネクスト （2012年）
- 北野誠のおまえら行くな TV完全版 Vol.1、Vol.2〜ぼくらは心霊探偵団〜竹書房/名古屋テレビネクスト （2012年）
- エンタメ〜テレ☆シネドラバラエティ『北野誠のおまえら行くな。〜ぼくらは心霊探偵団〜』（2012年）
- 『マツコの知らない世界』『有吉AKB共和国』TBS系列局で「山口敏太郎氏による取材写真の紹介」（2011年）
- ホントに怖いリアルホラー『本当にあった着信アリ』DVD/霊感アイドル・あいざわみりとコラボ（2005年）

## 講演会・講座・対談インタビュー
- 『看取りのお医者さん』（KADOKAWA）刊行記念「看取りのお医者さん制作秘話」トークイベント（丸善名古屋本店）にて（2017年）
- 「ひぐらしカンナ・夏の出版記念」トークショー（名古屋大須ライブハウスOYS）にて（2014年）
- 「ひぐらしカンナ・オカルトの謎に迫る」トークライブ（犬山・昭和横丁）にて（2013年）
- 「北野誠のおまえら行くな。特別編」トークショー/ゲスト出演（CBC第一スタジオホール）にて（2013年）
- ライブ授業『誰でもガリレオ～世界の不思議を調査せよ！』愛知県下中学校にて講義（2013年）
- 「オカルト研究家・山口敏太郎の戦慄都市伝説ライブ」トークショー/ゲスト出演（名古屋）にて（2012年）
- 疋田紗也の激ヤバ 恐怖スペシャル・スピリチュアル対談

「日本のピラミッド･皆神山に突入!!企画ツアーを疋田紗也と振り返る」ニコニコ動画（原宿）にて（2011年）
- 「伝えたい想いマンガにしたくて」名古屋を中心とした情報誌・月刊なごや№331にてインタビュー（2010年）
- いいお産の日in青山　2010　快適お産おっぱいライフ！

「私たちのお産・育児・ワークスタイル・ライフスタイルオープニングトークショー」
「子育てインパクトイラストトークショー」東京ウィメンズプラザにて（2010年）
- こどもドリームチャレンジシリーズIV

「プロに聞いちゃうまんが・イラスト上達講座」（財）豊田市文化振興財団豊田地域文化広場にて（2008年）
- 演題『教師とマンガ家…この似通ったもの』 愛知教育大学にて（1995年）
- 「ダ・ヴィンチ」リクルート社 教科書特集にて（1995年）